# Randy Samuel
Randy Samuel   (Point Fortin, 23 de desembre de 1963) és un exfutbolista canadenc de les dècades de 1980 i 1990.
Fou 82 cops internacional amb la selecció del Canadà, amb la qual participà en el Mundial de 1986.
Pel que fa a clubs, destacà a Edmonton Eagles, Vancouver Whitecaps, PSV Eindhoven, Fortuna Sittard i Port Vale.